# Electrorap
L'electrorap (également appelé electro hop ou electro hip-hop) est un sous-genre musical du hip-hop, fusionnant cette dernière avec la musique électronique.

## Histoire
Les racines du genre peuvent être retracées aux années 1980. DJ Alonzo Williams — membre du groupe de hip-hop World Class Wreckin' Cru — est l'un des premiers DJ de la côte ouest des États-Unis et est considéré par beaucoup comme le « parrain » du sous-genre rap West Coast. C'est lui qui contribue à l'introduction de l'electro dans le hip-hop. Le genre émerge simultanément à Londres, au Royaume-Uni, et Chicago, aux États-Unis, dans la seconde moitié des années 1980.
Le mouvement electrorap est originaire de la scène underground de la côte Est des États-Unis et gagne en popularité auprès d'artistes et de groupes tels que Soulsonic Force, Mantronix, Man Parrish, Newcleus, Dope et Planet Patrol.
À la fin des années 2000 et dans les années 2010, l'electrorap a connu un succès mondial. On peut citer LMFAO, Flo Rida, Far East Movement, Nicki Minaj, Big Ali, Lil Jon comme exemples de rappeurs ayant connu un grand succès avec des instrumentales de type électro-house commerciale (ou EDM) produits par David Guetta, Calvin Harris, DJ Snake, Bob Sinclar et d'autres compositeurs, certains comme ces derniers se mettant sur le devant de la scène, d'autres davantage dans l'ombre. Cette mode popularisée par David Guetta et les Black Eyed Peas atteint même Akon, Snoop Dogg, Kid Cudi qui veulent tous leur morceau dans ce style. On parle de rap mais certains sont plus proches du rnb ou à mi-chemin (Akon, Kid Cudi, on peut aussi citer Chris Brown ou Jason Derulo), le tout mâtiné très fortement de pop.